# Горный шлемоносный скворец
Горный шлемоносный скворец (лат. Goodfellowia miranda) — вид воробьиных птиц из семейства скворцовых. Входит в монотипический род Goodfellowia, названный в честь орнитолога Уолтера Гудфеллоу. Подвидов не выделяют.

## Таксономия
Ранее данный вид относили к роду Basilornis. Он был известен под именем Basilornis mirandus.

## Распространение
Обитают в горах филиппинского острова Минданао.

## Описание
Длина тела 30 см. Вес 110 г. Перья на лбу сжаты в гребешок по средней линии, переходя в виде коротких дегенерировавших перьев на передней части макушки к более длинным на самой макушке, образуя постоянный тонкий гребешок. Большое оголенное пятно имеется вокруг глаза, хвост длинный и градуированный. Оперение преимущественно чёрное с блестящими иссиня-чёрными кончиками перьев, нижняя часть спины белая. Крылья темно-шоколадно-коричневые, хвост черновато-коричневый; радужная оболочка желтого или коричневого цвета, голая желтая кожа вокруг глаз переходит на щеки; клюв желтоватый; ноги от оливково-желтого до черноватого. Самец и самка выглядят одинаково. Молодые особи похожи, но оперение у них не глянцевое, а как бы охристое на кончиках перьев.

## Биология
Питаются фруктами и насекомыми.